# سيفياسكو
سيفياسكو هي بلدية في مقاطعة فرشيلي التابعة لإقليم بييمونتي الإيطالي، تقع على بعد حوالي 90 كيلومتر (56 ميل) إلى الشمال الشرقي من مدينة تورينو وحوالي 50 كيلومتر (31 ميل) إلى الشمال من فيرتشيلي. في 31 كانون الأول / ديسمبر 2004 كان عدد سكانها 269 نسمة، وتبلغ مساحتها 7.3 كيلومتر مربع (2.8 ميل2).
تقع سيفياسكو على حدود البلديات التالية: أرولا سيسارا، مادونا ديل ساسو، فارالو سيشيا.

## السكان
في سنة 1861 بلغ عدد السكان 488 نسمة، وتطور العدد ليصل في سنة 2011 لـ 265 نسمة.
يظهر هذا المخطط البياني تطور النمو السكاني لـ سيفياسكو

## التطور الديمغرافي

| 1861 | 1871 | 1881 | 1901 | 1911 | 1921 | 1931 | 1936 | 1951 | 1961 | 1971 | 1981 | 1991 | 2001 |
| ---- | ---- | ---- | ---- | ---- | ---- | ---- | ---- | ---- | ---- | ---- | ---- | ---- | ---- |
| 488  | 552  | 530  | 469  | 532  | 547  | 439  | 427  | 360  | 311  | 274  | 255  | 236  | 257  |

## مشاهير من سيفياسكو
- إيما مورانو (قبل 1899-2017) من أكبر المعمرين في العالم وصاحبة لقب عميد البشرية.

## أعلام
- إيما مورانو

## وصلات خارجية
- www.comune.civiasco.vc.it/